# Kimrî
Kimry (ru. Кимры) este un oraș din regiunea Tver, Federația Rusă, cu o populație de 53.65 locuitori.
Aici s-a născut scriitorul Alexandr Alexandrovici Fadeev.